# Consequências da Primeira Guerra Mundial
As Consequências da Primeira Guerra Mundial assistiram as mudanças culturais, econômicas e sociais de longo alcance e abrangentes em toda a Europa, Ásia, África e mesmo em áreas fora daquelas que estavam diretamente envolvidas. Quatro impérios ruíram devido à guerra, países foram extintos, novos foram formados, fronteiras foram redesenhadas, organizações internacionais foram estabelecidas e muitas ideologias novas e velhas tomaram conta firmemente das mentes das pessoas. A Primeira Guerra Mundial também teve o efeito de trazer transformação política à maioria dos principais partidos envolvidos no conflito, transformando-os em democracias eleitorais ao trazer o sufrágio quase universal pela primeira vez na história, como na Alemanha (eleições federais alemãs de 1919), Grã-Bretanha (eleições gerais do Reino Unido de 1918) e Turquia (eleições gerais turcas de 1923). 

## Bloqueio da Alemanha
Durante o período que vai do Armistício de 11 de novembro de 1918 até a assinatura do Tratado de Versalhes com a República de Weimar em 28 de junho de 1919, os Aliados mantiveram o bloqueio naval da Alemanha iniciado durante a guerra. Como a economia alemã dependia de importações, estima-se que 523 mil civis morreram.  N.P Howard, da Universidade de Sheffield, afirma que mais um quarto de milhão morreu de doença ou de fome no período de oito meses que se seguiu à conclusão do conflito.  A continuação do bloqueio após o fim dos combates, como escreveu o autor Robert Leckie em Delivered From Evil, contribuiu muito para "atormentar os alemães".... levando-os com a fúria do desespero para os braços do diabo." Os termos do Armistício permitiam o envio de alimentos para a Alemanha, mas os Aliados exigiam que a Alemanha fornecesse os meios (o transporte) para fazê-lo. O governo alemão foi obrigado a utilizar as suas reservas de ouro, sendo incapaz de garantir um empréstimo dos Estados Unidos. 
A historiadora Sally Marks afirma que embora "os navios de guerra aliados permanecessem no local contra uma possível retomada das hostilidades, os Aliados ofereceram alimentos e remédios após o armistício, mas a Alemanha recusou-se a permitir que seus navios transportassem suprimentos". Além disso, Marks afirma que, apesar dos problemas enfrentados pelos Aliados, por parte do governo alemão, "as remessas de alimentos aliados chegaram aos navios aliados antes do ataque feito em Versalhes".  Esta posição também é apoiada por Elisabeth Gläser, que observa que uma força-tarefa aliada, para ajudar a alimentar a população alemã, foi criada no início de 1919 e que em maio de 1919 a Alemanha "tornou-se o principal destinatário das remessas de alimentos americanos e aliados". Gläser afirma ainda que durante os primeiros meses de 1919, enquanto o principal esforço de socorro estava a ser planeado, a França forneceu carregamentos de alimentos para a Baviera e a Renânia. Ela afirma ainda que o governo alemão atrasou o esforço de socorro ao recusar-se a entregar a sua frota mercante aos Aliados. Finalmente, ela conclui que "o próprio sucesso do esforço de socorro privou de fato os [Aliados] de uma ameaça credível para induzir a Alemanha a assinar o Tratado de Versalhes.  No entanto, também acontece que, durante oito meses após o fim das hostilidades, o bloqueio esteve continuamente em vigor, com algumas estimativas de que foram causadas mais 100.000 vítimas entre civis alemães devido à fome, para além das centenas de milhares que já havia ocorrido. Além disso, os envios de alimentos dependiam inteiramente da boa vontade dos Aliados, causando, pelo menos em parte, a irregularidade pós-hostilidades.  

## Conferência de Paz de Paris

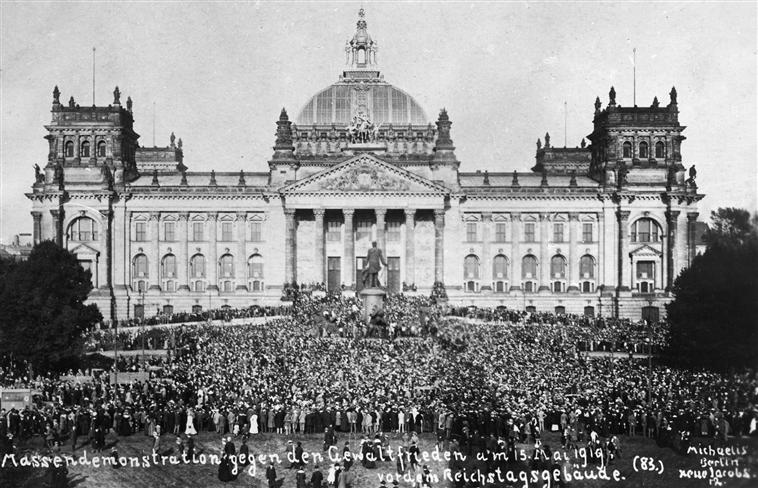
Manifestação contra o Tratado de Versalhes em frente ao edifício do Reichstag

Após a Conferência de Paz de Paris de 1919, a assinatura do Tratado de Versalhes em 28 de junho de 1919, entre a Alemanha, por um lado, e a França, Itália, Grã-Bretanha e outras potências aliadas menores, por outro, encerrou oficialmente a guerra entre esses países. Outros tratados encerraram as relações dos Estados Unidos e das outras Potências Centrais. Incluídas nos 440 artigos do Tratado de Versalhes estavam as exigências para que a Alemanha aceitasse oficialmente a responsabilidade "por causar todas as perdas e danos" da guerra e pagasse reparações econômicas. O tratado limitou drasticamente a máquina militar alemã: as tropas alemãs foram reduzidas a 100 mil e o país foi impedido de possuir armamentos militares importantes, como tanques, navios de guerra, veículos blindados e submarinos. 

## Epidemia de gripe
1. Guerra de Independência na Estônia e na Letônia
2. Exército Branco do General Yudenich
3. Intervenção no norte da Rússia
4. Exército Branco de Kolchak na Sibéria
5. Exército Branco do General Denikin
6. Diretoria Ucraniana do General Petlura
7. Guerra Polaco-Soviética
8. Tensão da Silésia entre poloneses e alemães.
9. Ocupação romena da Hungria
10. Gabriele D'Annunzio's toma Fiume, cria a Regência Italiana de Carnaro
11. Conflitos promíscuos na Albânia
12. Guerra de Independência da Turquia

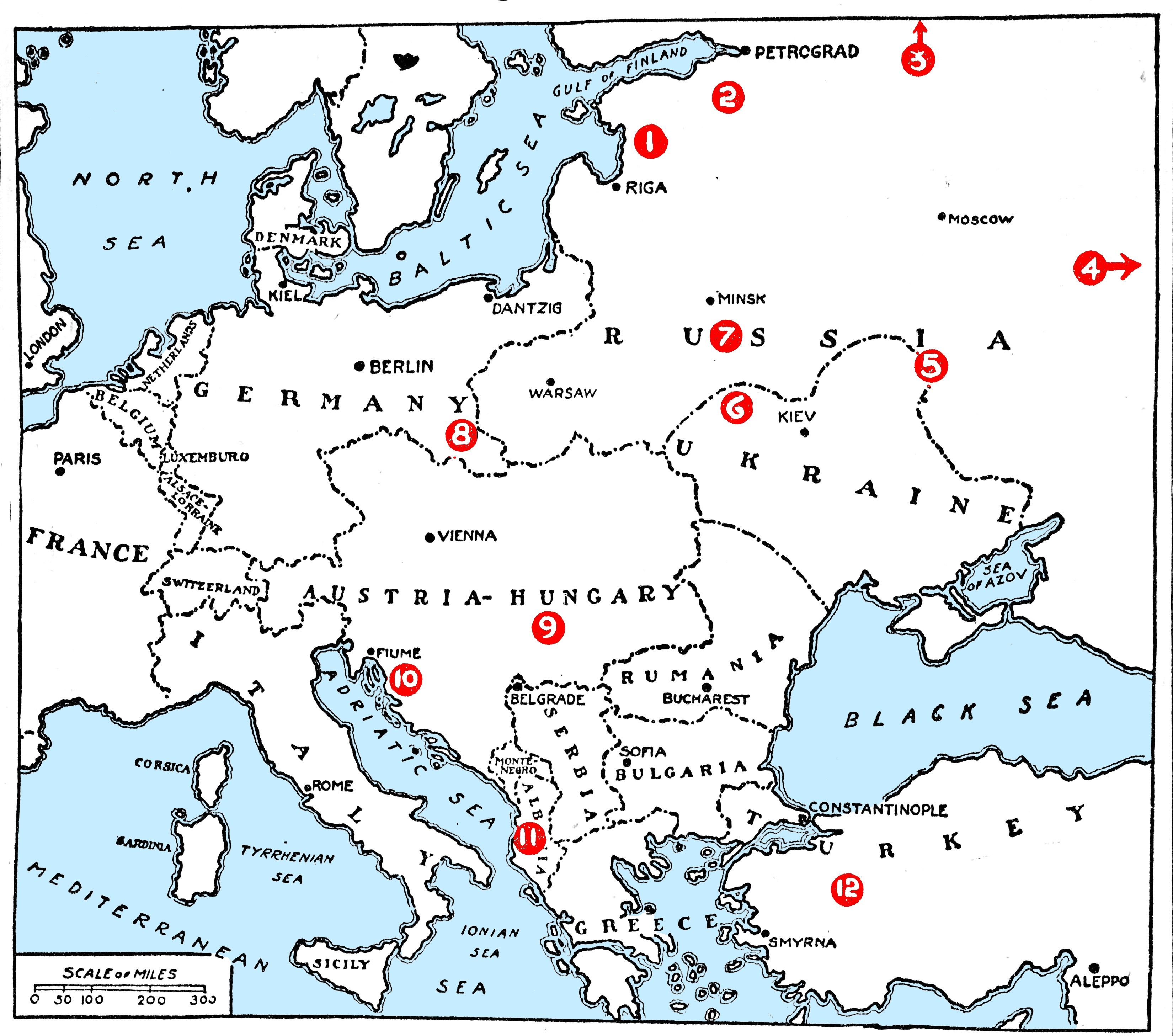
O New-York Tribune publica este mapa em 9 de novembro de 1919, do conflito armado em curso na Europa em 1919, um ano após o fim da Primeira Guerra Mundial:

Os historiadores continuam a discutir sobre o impacto que a pandemia de gripe de 1918 teve no resultado da guerra. Foi postulado que as Potências Centrais podem ter sido expostas à onda viral antes dos Aliados. As baixas resultantes tiveram maior efeito, tendo ocorrido durante a guerra, em oposição aos aliados que sofreram o impacto da pandemia após o Armistício. Quando se percebeu a extensão da epidemia, os respectivos programas de censura dos Aliados e dos Poderes Centrais limitaram o conhecimento do público sobre a verdadeira extensão da doença. Como a Espanha era neutra, a sua mídia tinha liberdade para noticiar a Gripe, dando a impressão de que ela começou ali. Este mal-entendido levou a relatórios contemporâneos a denominá-la de “gripe espanhola”. O trabalho investigativo realizado por uma equipe britânica liderada pelo virologista John Oxford, do St Bartholomew's Hospital e do Royal London Hospital, identificou um importante acampamento de tropas e hospital em Étaples, França, como quase certamente o centro da pandemia de gripe de 1918. Um vírus precursor significativo foi alojado em aves e sofreu mutação em porcos mantidos perto da frente.  O número exato de mortes é desconhecido, mas estima-se que cerca de 50 milhões de pessoas tenham morrido devido ao surto de gripe em todo o mundo. Em 2005, um estudo descobriu que, "A cepa do vírus de 1918 se desenvolveu em aves e era semelhante à "gripe aviária" que no século 21 estimulou temores de outra pandemia mundial, mas provou ser um vírus normal tratável que não produziu um forte impacto na saúde do mundo." 

## Formação de identidades nacionais

Nacionalidades sujeitas da aliança alemã

Após 123 anos, a Polônia ressurgiu como um país independente. O Reino da Sérvia e sua dinastia, como uma "nação menor da Entente" e o país com o maior número de vítimas per capita,    tornou-se a espinha dorsal de um novo estado multinacional, o Reino dos Sérvios, Croatas e Eslovenos, mais tarde renomeados como Iugoslávia. A Tchecoslováquia, combinando o Reino da Boémia com partes do Reino da Hungria, tornou-se uma nova nação. A Romênia uniria todos os povos de língua romena sob um único estado que conduziria à Grande Romênia.  A Rússia tornou-se a União Soviética e perdeu a Finlândia, a Estônia, a Lituânia e a Letônia, que se tornaram países independentes. O Império Otomano foi logo substituído pela Turquia e muitos dos seus territórios tornaram-se mandatos sob domínio britânico ou francês.
No Império Britânico, a guerra desencadeou novas formas de nacionalismo. Nos Domínios da Austrália e da Nova Zelândia, a Batalha de Galípoli ficou conhecida como o "Batismo de Fogo" dessas nações. Foi a primeira grande guerra em que os países recém-estabelecidos lutaram, e foi uma das primeiras vezes que as tropas australianas lutaram como australianos, não apenas súditos da Coroa Britânica, e identidades nacionais independentes para estas nações tomaram conta. O Dia ANZAC, que comemora o Corpo do Exército Australiano e Neozelandês (ANZAC), celebra este momento decisivo.  
Após a Batalha de Vimy Ridge, onde as divisões canadenses lutaram juntas pela primeira vez como um único corpo, os canadenses começaram a se referir ao seu país como uma nação "forjada a partir do fogo".  Tendo tido sucesso no mesmo campo de batalha onde os “países-mãe” tinham anteriormente vacilado, foram pela primeira vez respeitados internacionalmente pelas suas próprias realizações. Tal como a Austrália e a Nova Zelândia, o Canadá entrou na guerra como um domínio do Império Britânico e assim permaneceu, embora tenha emergido com maior independência.   Quando a Grã-Bretanha declarou guerra em 1914, os domínios estavam automaticamente em guerra; no final, Canadá, Austrália, Nova Zelândia e África do Sul eram signatários individuais do Tratado de Versalhes. 
O lobby de Chaim Weizmann e o medo de que os judeus americanos encorajassem os Estados Unidos a apoiar a Alemanha culminaram na Declaração Balfour do governo britânico de 1917, endossando a criação de uma pátria judaica na Palestina.  Um total de mais de 1.172.000 soldados judeus serviram nas forças Aliadas e do Poder Central na guerra, incluindo 275 mil na Áustria-Hungria e 450 mil na Rússia czarista. 
O estabelecimento do moderno Estado de Israel e as raízes do contínuo conflito israelo-palestiniano encontram-se parcialmente na instável dinâmica de poder do Médio Oriente que resultou da guerra.  Antes do fim da guerra, o Império Otomano tinha mantido um nível modesto de paz e estabilidade em algumas partes do Médio Oriente, embora durante a guerra os otomanos tenham conduzido o genocídio grego com motivação étnica e religiosa, o genocídio arménio e o genocídio assírio, bem como como supervisionando a Grande Fome do Monte Líbano.  Com a queda do governo otomano, desenvolveram-se vácuos de poder e começaram a surgir reivindicações conflitantes de terra e nacionalidade.  As fronteiras políticas traçadas pelos vencedores da Guerra Mundial Fui rapidamente imposto, às vezes depois de apenas uma consulta superficial com a população local. Estas continuam a ser problemáticas nas lutas pela identidade nacional do século XXI.   Embora a dissolução do Império Otomano no final da Guerra Mundial Fui fundamental na contribuição para a situação política moderna do Médio Oriente, incluindo o conflito árabe-israelense,    o fim do domínio otomano também gerou disputas menos conhecidas sobre água e outros recursos naturais. 
O prestígio da Alemanha e das coisas alemãs na América Latina permaneceu elevado depois da guerra, mas não recuperou os níveis anteriores à guerra.   Na verdade, no Chile a guerra pôs fim a um período de intensa influência científica e cultural que o escritor Eduardo de la Barra desdenhosamente chamou de "o feitiço alemão" (em castelhano:  el embrujamiento alemán). 

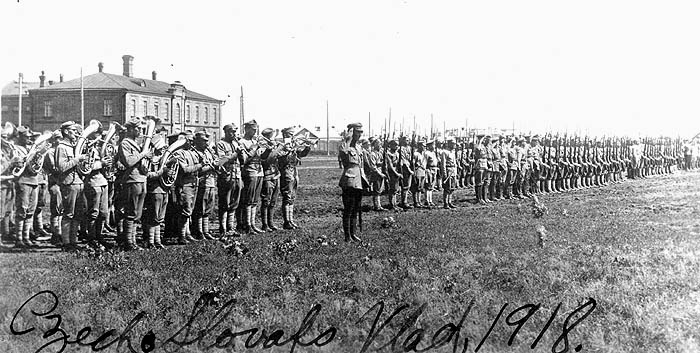
Legião Tchecoslovaca, Vladivostok, 1918

Os romenos da Transilvânia e da Bucovinia que foram feitos prisioneiros de guerra lutaram como Corpo de Voluntários Romenos na Rússia, Legião Romena da Sibéria e Legião Romena na Itália. Participando na Frente Oriental como parte do Exército Russo e desde o verão de 1917 na Frente Romena como parte do Exército Romeno. Como defensor do movimento branco com a Legião Checoslovaca contra o Exército Vermelho durante a Guerra Civil Russa. Nas batalhas de Montello, Vittorio Veneto, Sisemolet, Piave, Cimone, Monte Grappa, Nervesa e Ponte Delle Alpi como parte do exército italiano contra a Áustria-Hungria e em 1919 como parte do exército romeno na Guerra Húngaro-Romena.  
No final da primavera de 1918, três novos estados foram formados no Sul do Cáucaso: a Primeira República da Armênia, a República Democrática do Azerbaijão, e a República Democrática da Geórgia, que declararam a sua independência do Império Russo. Duas outras entidades menores foram estabelecidas, a Ditadura Centrocaspiana e a República do Sudoeste do Cáucaso (a primeira foi liquidada pelo Azerbaijão no outono de 1918 e a última por uma força-tarefa conjunta armênio-britânica no início de 1919). Com a retirada dos exércitos russos da frente do Cáucaso no inverno de 1917-18, as três principais repúblicas prepararam-se para um iminente avanço otomano, que começou nos primeiros meses de 1918. A solidariedade foi brevemente mantida quando a República Federativa Transcaucasiana foi criada na primavera de 1918, mas entrou em colapso em maio, quando os georgianos pediram e receberam proteção da Alemanha e os azerbaijanos concluíram um tratado com o Império Otomano que era mais semelhante a uma aliança militar. A Armênia foi deixada à própria sorte e lutou durante cinco meses contra a ameaça de uma ocupação plena pelos turcos otomanos antes de derrotá-los na Batalha de Sardarabad. 
A Grécia lutou contra os nacionalistas turcos liderados por Mustafa Kemal, uma guerra que acabou resultando numa troca massiva de população entre os dois países sob o Tratado de Lausanne.  De acordo com várias fontes,  várias centenas de milhares de gregos morreram durante este período, que esteve ligado ao genocídio grego. 

## Perturbações políticas

### Revoluções

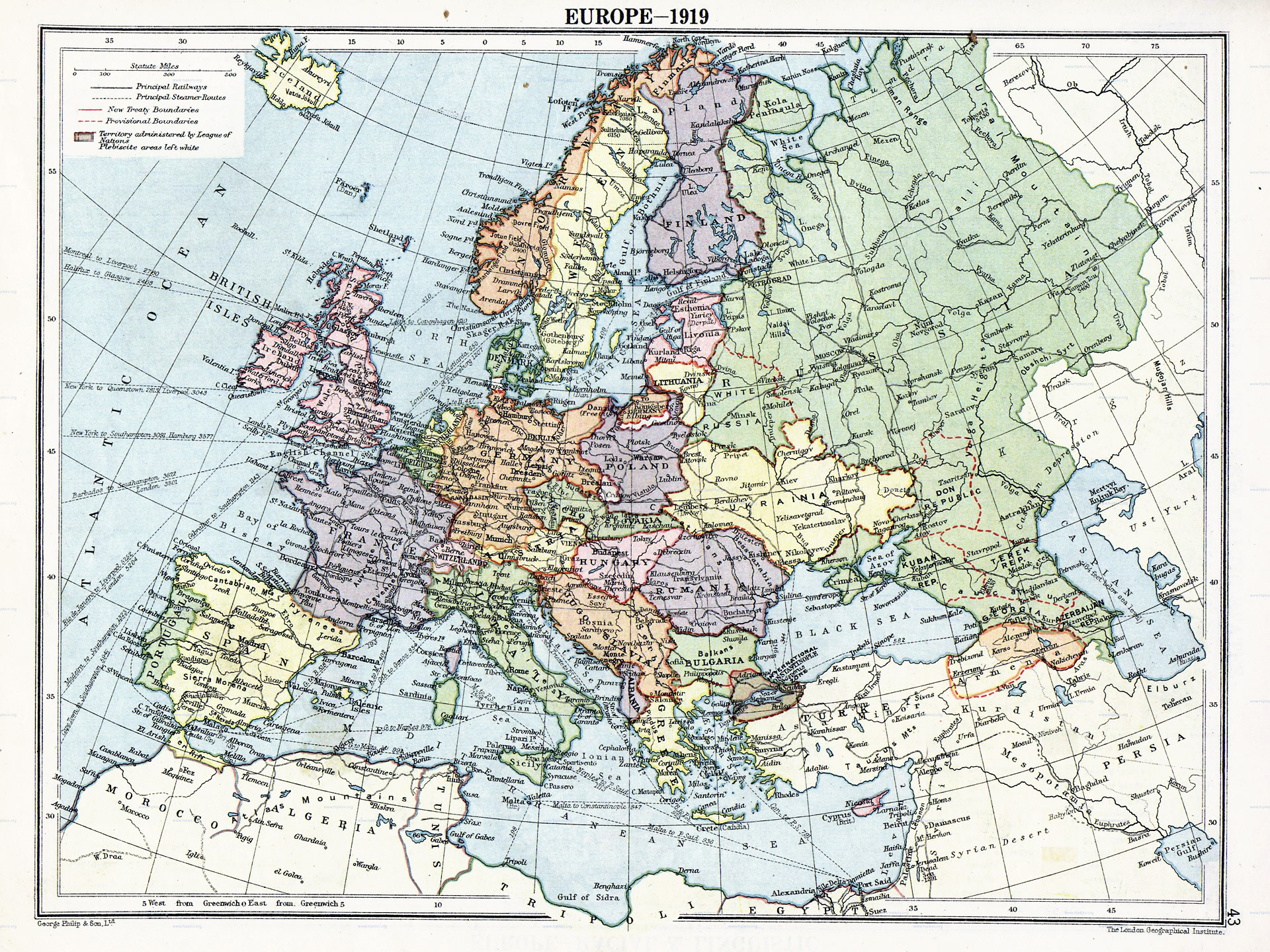
Divisões políticas da Europa em 1919 após os tratados de Brest-Litovsk e Versalhes e antes dos tratados de Trianon, Carse, Riga e a criação da União Soviética, do Estado Livre Irlandês e da República Turca

Uma onda revolucionária de extrema-esquerda e muitas vezes explicitamente comunista ocorreu em vários países europeus em 1917–1920, nomeadamente na Alemanha e na Hungria. O acontecimento mais importante precipitado pelas privações da Primeira Guerra Mundial foi a Revolução Russa de 1917.

#### Áustria-Hungria
Com a guerra a virar-se decisivamente contra as Potências Centrais, o povo da Áustria-Hungria perdeu a fé nos seus países aliados, e mesmo antes do armistício em Novembro, o nacionalismo radical já tinha levado a várias declarações de independência no centro-sul da Europa depois de Novembro de 1918. Como o governo central deixou de operar em vastas áreas, estas regiões ficaram sem governo e muitos novos grupos tentaram preencher o vazio. Durante este mesmo período, a população enfrentava escassez de alimentos e estava, na sua maior parte, desmoralizada pelas perdas sofridas durante a guerra. Vários partidos políticos, desde nacionalistas fervorosos, passando por social-democratas e comunistas, tentaram estabelecer governos em nome de diferentes nacionalidades. Noutras áreas, os Estados-nação existentes, como a Romênia, envolveram regiões que consideravam serem suas. Estas medidas criaram governos de facto que complicaram a vida de diplomatas, idealistas e aliados ocidentais. 

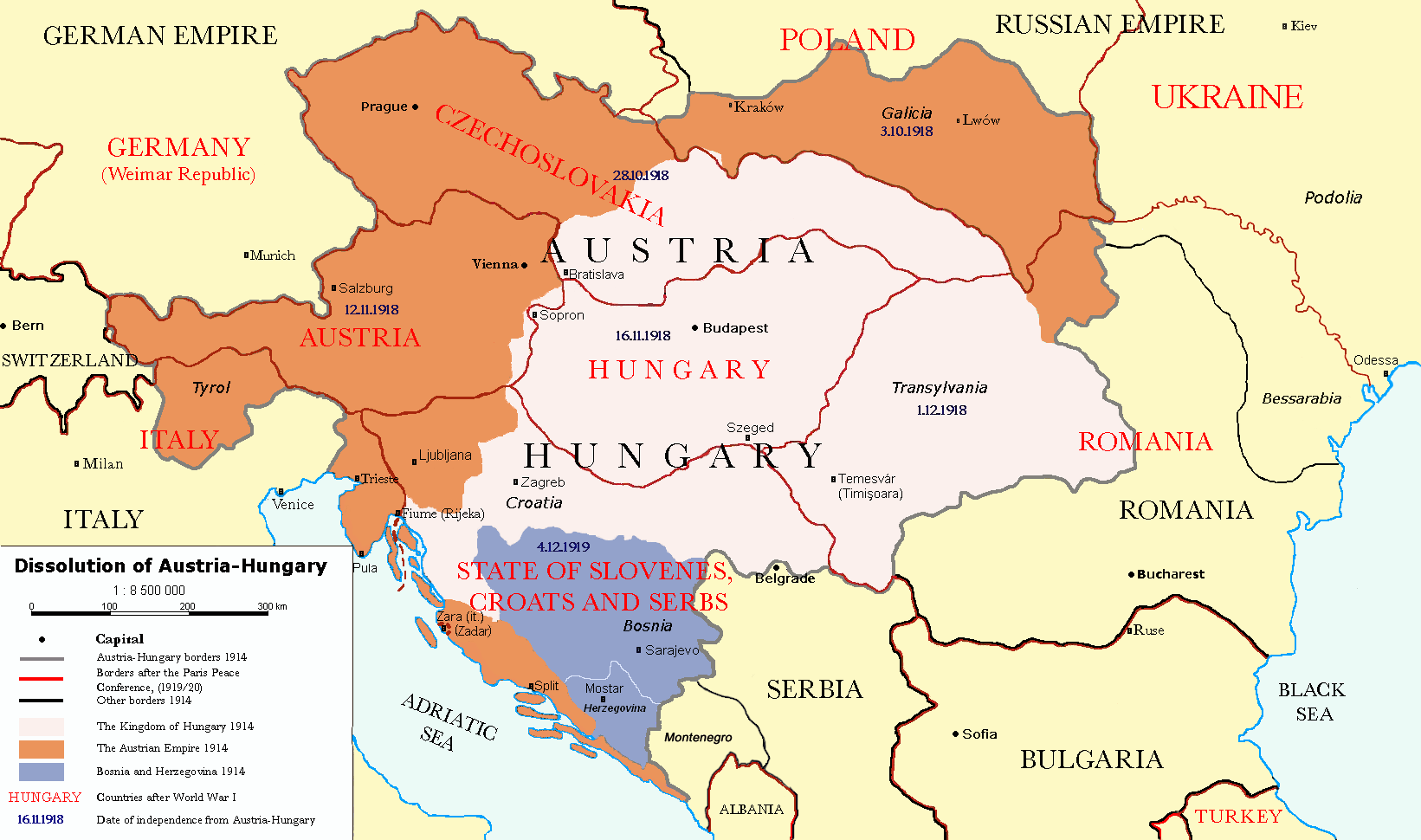
Divisão da Áustria-Hungria após a Primeira Guerra Mundial

As forças ocidentais deveriam oficialmente ocupar o antigo Império, mas raramente tinham tropas suficientes para fazê-lo de forma eficaz. Eles tiveram que lidar com as autoridades locais que tinham a sua própria agenda a cumprir. Na conferência de paz em Paris, os diplomatas tiveram de reconciliar estas autoridades com as exigências concorrentes dos nacionalistas que lhes recorreram em busca de ajuda durante a guerra, com os desejos estratégicos ou políticos dos próprios aliados ocidentais e com outras agendas, como o desejo de implementar o espírito dos Quatorze Pontos. 
Por exemplo, para viver de acordo com o ideal de autodeterminação estabelecido nos Quatorze Pontos, os alemães, sejam austríacos ou alemães, deveriam ser capazes de decidir o seu próprio futuro e governo. No entanto, os franceses estavam especialmente preocupados com o facto de uma Alemanha expandida representar um enorme risco para a segurança. Para complicar ainda mais a situação, delegações como as checas e eslovenas fizeram fortes reivindicações sobre alguns territórios de língua alemã. 

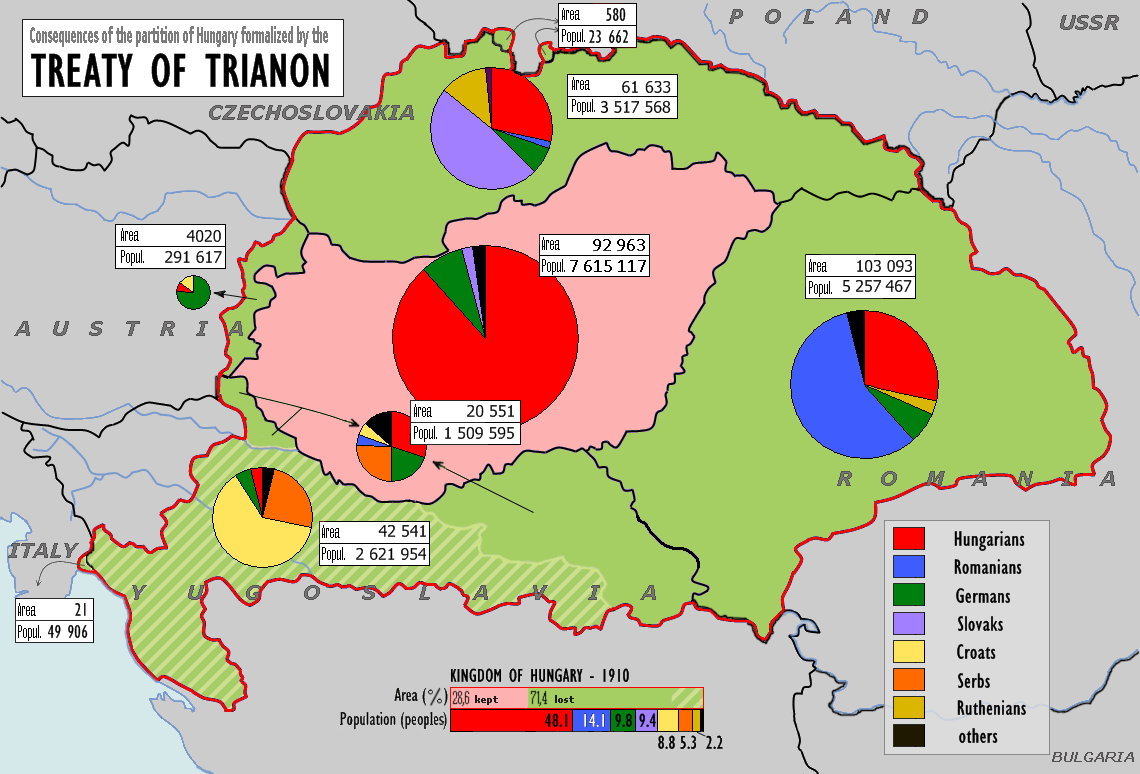
Com o Tratado de Trianon, o Reino da Hungria perdeu 72% do seu território (incluindo a Croácia) e 3,3 milhões de pessoas de etnia húngara

O resultado foram tratados que comprometeram muitos ideais, ofenderam muitos aliados e estabeleceram uma ordem inteiramente nova na área. Muitas pessoas esperavam que os novos Estados-nação permitissem uma nova era de prosperidade e paz na região, livre das amargas disputas entre nacionalidades que marcaram os cinquenta anos anteriores. Esta esperança revelou-se demasiado optimista. As mudanças na configuração territorial após a Primeira Guerra Mundial incluíram:
- Estabelecimento da República da Áustria Alemã e da República Democrática Húngara, negando qualquer continuidade com o império e exilando a família Habsburgo para sempre.
- Eventualmente, depois de 1920, as novas fronteiras da Hungria não incluíam aproximadamente dois terços das terras do antigo Reino da Hungria, incluindo áreas onde a etnia magiares era maioria. A nova república da Áustria manteve o controle sobre a maior parte das áreas predominantemente controladas pelos alemães, mas perdeu várias outras terras de maioria alemã no que era o Império Austríaco.

- Boêmia, Morávia, Opava Silésia e a parte ocidental do Ducado de Cieszyn, grande parte da Alta Hungria e Rutênia dos Cárpatos formaram a nova Tchecoslováquia.
- A Galiza, a parte oriental do Ducado de Cieszyn, o norte do condado de Árva e o norte do condado de Szepes foram transferidos para a Polônia.
- a metade sul do condado de Tirol e Trieste foram concedidas à Itália.
- Bósnia e Herzegovina, Croácia-Eslavônia, Međimurje, Dalmácia, Eslovênia, Sírmia, partes dos condados de Bács-Bodrog, Baranya, Torontál e Temes juntaram-se à Sérvia para formar o Reino dos Sérvios, Croatas e Eslovenos, mais tarde Iugoslávia.
- A Transilvânia, partes de Banato, Crișana, e Maramureș e Bucovina tornaram-se parte da Romênia.
- A concessão austro-húngara em Tianjin foi cedida à República da China.

Estas mudanças foram reconhecidas, mas não causadas pelo Tratado de Versalhes. Eles foram posteriormente elaborados no Tratado de Saint-Germain e no Tratado de Trianon.
Os tratados de 1919 geralmente incluíam garantias de direitos das minorias, mas não havia nenhum mecanismo de aplicação. A maioria dos novos estados da Europa Oriental tinha grandes minorias étnicas. Milhões de alemães encontraram-se nos países recém-criados como minorias. Mais de dois milhões de húngaros étnicos viveram fora da Hungria, na Checoslováquia, na Roménia e no Reino dos Sérvios, Croatas e Eslovenos. Muitas destas minorias nacionais encontraram-se em situações hostis porque os governos modernos pretendiam definir o carácter nacional dos países, muitas vezes à custa das outras nacionalidades. Os anos entre guerras foram difíceis para as minorias religiosas nos novos Estados construídos em torno do nacionalismo étnico. Os judeus eram especialmente desconfiados por causa da sua religião minoritária e da sua subcultura distinta. Esta foi uma queda dramática desde os dias do Império Austro-Húngaro. Embora o antissemitismo tivesse sido generalizado durante o domínio dos Habsburgos, os judeus não enfrentaram qualquer discriminação oficial porque eram, na sua maior parte, apoiantes fervorosos do estado multinacional e da monarquia. 
A perturbação económica causada pela guerra e o fim da união aduaneira austro-húngara criaram grandes dificuldades em muitas áreas. Embora muitos Estados tenham sido criados como democracias após a guerra, um por um, com excepção da Checoslováquia, reverteram para alguma forma de regime autoritário. Muitos discutiram entre si, mas eram demasiado fracos para competir eficazmente. Mais tarde, quando a Alemanha se rearmou, os Estados-nação do centro-sul da Europa foram incapazes de resistir aos seus ataques e caíram sob o domínio alemão numa extensão muito maior do que alguma vez existira na Áustria-Hungria.

#### Alemanha
Na Alemanha, houve uma revolução socialista que levou ao breve estabelecimento de uma série de sistemas políticos comunistas em partes (principalmente urbanas) do país, à abdicação do Kaiser Guilherme II e à criação da República de Weimar.
Em 28 de junho de 1919, a República de Weimar foi forçada, sob ameaça de avanço contínuo dos Aliados, a assinar o Tratado de Versalhes. A Alemanha viu o tratado unilateral como uma humilhação e como uma culpa por toda a guerra. Embora a intenção do tratado fosse atribuir culpa à Alemanha para justificar reparações financeiras, a noção de culpa enraizou-se como uma questão política na sociedade alemã e nunca foi aceite pelos nacionalistas, embora tenha sido argumentada por alguns, como o historiador alemão Fritz Fischer. O governo alemão divulgou propaganda para promover ainda mais esta ideia e financiou o Centro para o Estudo das Causas da Guerra para este fim.
132 bilhões de marcos de ouro (US$ 31,5 bilhão, 6,6 bilhões de libras) foram exigidos da Alemanha em reparações, das quais apenas 50 bilhões tiveram que ser pagos. Para financiar as compras de moeda estrangeira necessárias para pagar as reparações, a nova república alemã imprimiu enormes quantidades de dinheiro – com efeitos desastrosos. A hiperinflação assolou a Alemanha entre 1921 e 1923. Neste período, o valor dos Papiermarks fiduciários em relação à mercadoria anterior Goldmarks foi reduzido para um trilionésimo (um milhão de milionésimos) do seu valor.  Em dezembro de 1922, a Comissão de Reparações declarou a Alemanha inadimplente e, em 11 de janeiro de 1923, as tropas francesas e belgas ocuparam o Ruhr até 1925.
O tratado exigia que a Alemanha reduzisse permanentemente o tamanho do seu exército para 100.000 homens e destruísse os seus tanques, força aérea e frota de submarinos (os seus navios capitais, atracados em Scapa Flow, foram afundados pelas suas tripulações para evitar que caíssem em Mãos aliadas). 
A Alemanha viu quantidades relativamente pequenas de território transferidas para a Dinamarca, Tchecoslováquia e Bélgica, uma quantidade maior para a França (incluindo a ocupação francesa temporária da Renânia) e a maior parte como parte de uma Polónia restabelecida. As colónias ultramarinas da Alemanha foram divididas entre vários países Aliados, mais notavelmente o Reino Unido em África, mas foi a perda do território que compôs o novo estado polaco independente, incluindo a cidade alemã de Danzig e a separação da Prússia Oriental do resto da Alemanha, que causou a maior indignação. A propaganda nazista alimentar-se-ia de uma visão geral alemã de que o tratado era injusto - muitos alemães nunca aceitaram o tratado como legítimo, e emprestaram o seu apoio político a Adolf Hitler. 

#### Império Otomano

Fronteiras da Turquia de acordo com o Tratado de Sèvres (1920), que foi anulado e substituído pelo Tratado de Lausanne em 1923

No final da guerra, os Aliados ocuparam Constantinopla (Istambul) e o governo otomano entrou em colapso. O Tratado de Sèvres, destinado a reparar os danos causados pelos otomanos durante a guerra aos Aliados vencedores, foi assinado pelo Império Otomano em 10 de agosto de 1920, mas nunca foi ratificado pelo Sultão.
A ocupação de Esmirna pela Grécia em 18 de maio de 1919 desencadeou um movimento nacionalista para rescindir os termos do tratado. Os revolucionários turcos liderados por Mustafa Kemal Atatürk, um comandante otomano bem-sucedido, rejeitaram os termos aplicados em Sèvres e, sob o disfarce de Inspetor Geral do Exército Otomano, deixaram Istambul e foram para Samsun para organizar as forças otomanas restantes para resistir aos termos do tratado. Na frente oriental, após a invasão da Armênia em 1920 e a assinatura do Tratado de Carse com a RSFS Russa, a Turquia assumiu o território perdido para a Arménia e a Rússia pós-imperial. 
Na frente ocidental, a força crescente das forças do Movimento Nacional Turco levou o Reino da Grécia, com o apoio da Grã-Bretanha, a invadir profundamente a Anatólia, numa tentativa de desferir um golpe nos revolucionários. Na Batalha de Dumlupınar, o exército grego foi derrotado e forçado a recuar, levando ao incêndio de Esmirna e à retirada da Grécia da Ásia Menor. Com os nacionalistas empoderados, o exército marchou para recuperar Istambul, resultando na Crise de Chanak, na qual o primeiro-ministro britânico, David Lloyd George, foi forçado a renunciar. Depois que a resistência turca ganhou o controle da Anatólia e de Istambul, o tratado de Sèvres foi substituído pelo Tratado de Lausanne, que pôs fim formalmente a todas as hostilidades e levou à criação da moderna República Turca. Como resultado, a Turquia tornou-se a única potência da Primeira Guerra Mundial a anular os termos da sua derrota e a negociar com os Aliados como iguais. 
O Tratado de Lausanne reconheceu formalmente os novos mandatos da Liga das Nações no Médio Oriente, a cessão dos seus territórios na Península Arábica e a soberania britânica sobre Chipre. A Liga das Nações concedeu mandatos de Classe A para o Mandato da Síria e do Líbano e do Mandato Britânico da Mesopotâmia e da Palestina, este último compreendendo duas regiões autônomas: o Mandato da Palestina e o Emirado da Transjordânia . Partes do Império Otomano na Península Arábica tornaram-se parte do que hoje é a Arábia Saudita e o Iêmen. A dissolução do Império Otomano tornou-se um marco fundamental na criação do Médio Oriente moderno, cujo resultado testemunhou a criação de novos conflitos e hostilidades na região. 

#### Império Russo

Teatro europeu da Guerra Civil Russa em 1918-19

A União Soviética beneficiou da perda da Alemanha, pois um dos primeiros termos do armistício foi a revogação do Tratado de Brest-Litovsk. Na altura do armistício, a Rússia estava no meio de uma guerra civil que deixou mais de sete milhões de pessoas mortas e grandes áreas do país devastadas. A nação como um todo sofreu social e economicamente. 
Lituânia, Letônia e Estônia conquistaram a independência. Eles foram ocupados novamente pela União Soviética em 1940. 
A Finlândia conquistou uma independência duradoura, embora tenha repetidamente lutado contra a União Soviética pelas suas fronteiras na Guerra de Inverno. 
A Armênia, a Geórgia e o Azerbaijão foram estabelecidos como estados independentes na região do Cáucaso. No entanto, após a retirada do exército russo em 1917 e durante a invasão turca da Armênia em 1920, a Turquia capturou o território arménio em torno de Artvim, Carse e Eder, e estas perdas territoriais tornaram-se permanentes.  Como consequência das invasões da Turquia e do Exército Vermelho Russo, todos os três países da Transcaucásia foram proclamados como Repúblicas Soviéticas em 1920 e em 1922 foram absorvidos pela União Soviética como a República Socialista Federativa Soviética da Transcaucásia. 
A Romênia ganhou a Bessarábia da Rússia.
A concessão russa de Tianjin foi ocupada pelo governo chinês de Beiyang em 1920; em 1924, a União Soviética renunciou às suas reivindicações sobre o distrito.

#### Reino Unido

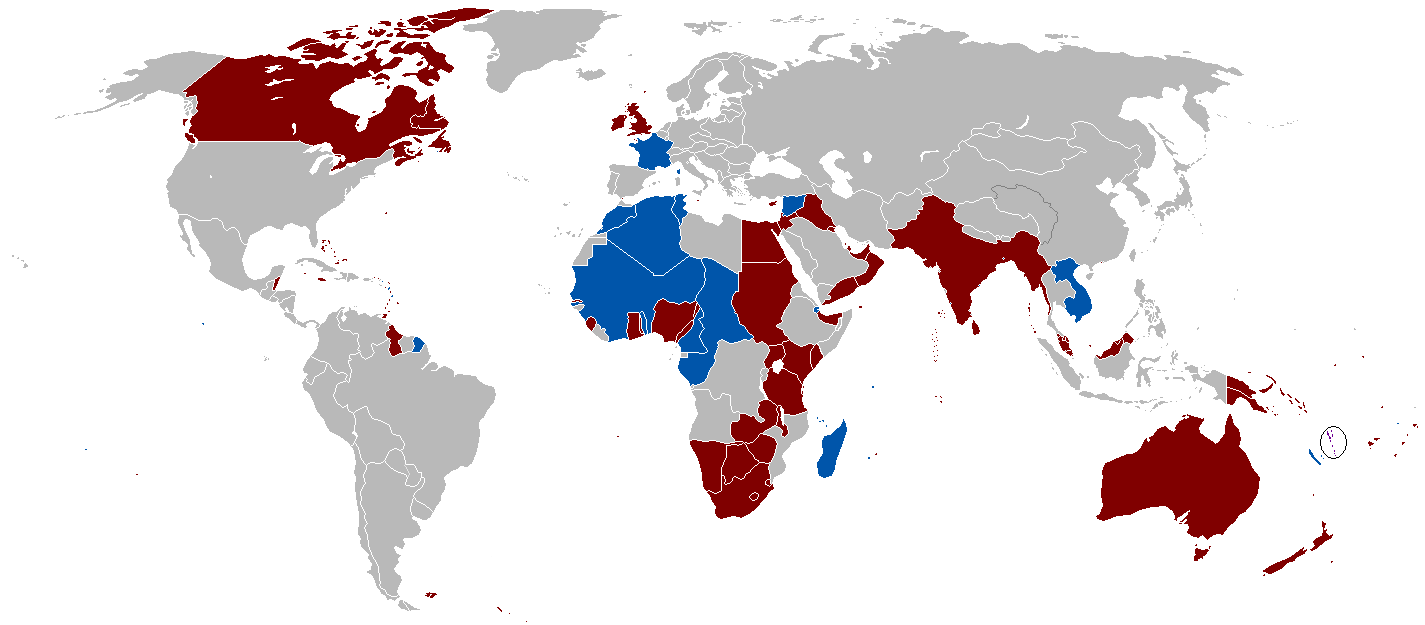
Os impérios coloniais britânico e francês atingiram o seu auge após a Primeira Guerra Mundial

No Reino Unido da Grã-Bretanha e da Irlanda, o financiamento da guerra teve um custo econômico grave. De maior investidor estrangeiro do mundo, tornou-se um dos seus maiores devedores, com pagamentos de juros representando cerca de 40% de todos os gastos do governo. A inflação mais do que duplicou entre 1914 e o seu pico em 1920, enquanto o valor da libra esterlina (despesas de consumo ) caiu 61,2%. As reparações de guerra na forma de carvão alemão gratuito deprimiram a indústria local, precipitando a greve geral de 1926 no Reino Unido.
Os investimentos privados britânicos no exterior foram vendidos, arrecadando £ 550 milhões. No entanto, £ 250 milhões em novos investimentos também ocorreram durante a guerra. A perda financeira líquida foi, portanto, de aproximadamente £ 300 milhões; menos de dois anos de investimento em comparação com a taxa média anterior à guerra e mais do que substituído em 1928.  A perda material foi "leve": a mais significativa foi 40% da Marinha Mercante Britânica afundada por submarinos alemães. A maior parte foi substituída em 1918 e tudo imediatamente após a guerra.  O historiador militar Correlli Barnett argumentou que "na verdade objetiva, a Grande Guerra não infligiu de forma alguma danos econômicos paralisantes à Grã-Bretanha", mas que a guerra "paralisou psicologicamente os britânicos, mas de nenhuma outra forma". 
Mudanças menos concretas incluem a crescente assertividade das nações da Commonwealth. Batalhas como a de Gallipoli para a Austrália e a Nova Zelândia e a de Vimy Ridge para o Canadá levaram a um aumento do orgulho nacional e a uma maior relutância em permanecer subordinado à Grã-Bretanha, levando ao crescimento da autonomia diplomática na década de 1920. Estas batalhas foram frequentemente decoradas em propaganda nestas nações como um símbolo do seu poder durante a guerra. As possessões ultramarinas, como a Índia britânica e a Nigéria, também se tornaram cada vez mais assertivas, devido à sua participação na guerra. As populações destes países tornaram-se cada vez mais conscientes do seu próprio poder e da fragilidade da Grã-Bretanha.

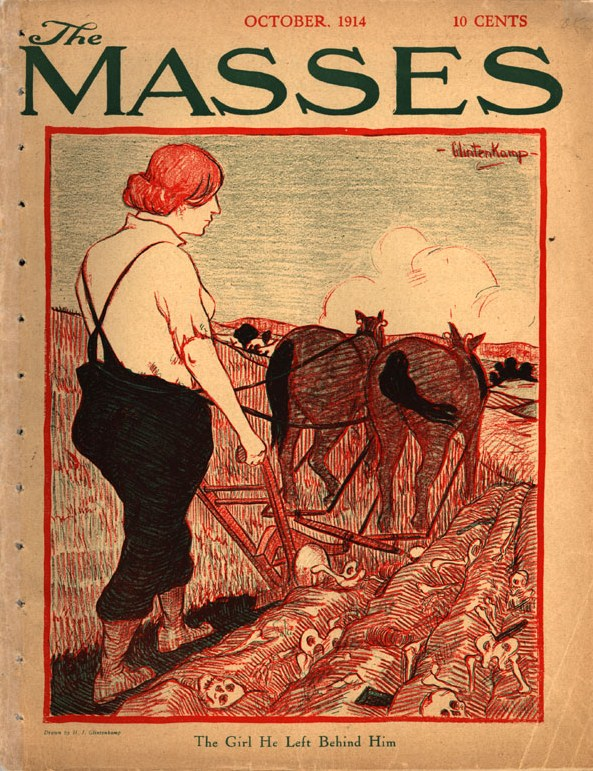
Desenho animado prevendo as consequências da guerra, de Henry J. Glintenkamp, publicado pela primeira vez em The Masses em 1914

Na Irlanda, o adiamento da Lei do Governo da Irlanda de 1914, que foi promulgada para resolver a questão do Home Rule, mais tarde exacerbado pela resposta severa do Governo à Revolta da Páscoa de 1916 e pela sua tentativa falhada de introduzir o recrutamento na Irlanda em 1918, levou a uma aumento do apoio aos radicais separatistas. Isto levou indiretamente à eclosão da Guerra da Independência da Irlanda em 1919. A criação do Estado Livre Irlandês que se seguiu a este conflito representou, na verdade, uma perda territorial para o Reino Unido que foi praticamente igual à perda sofrida pela Alemanha e, além disso, em comparação com a Alemanha, uma perda muito maior em termos da sua relação com a Alemanha. o território pré-guerra do país. Contudo, o novo Estado Livre Irlandês permaneceu um domínio dentro do Império Britânico.
A Primeira Guerra Mundial também causou um grande realinhamento na política parlamentar britânica, levando à ascensão do Partido Trabalhista socialista democrático e à dissolução e declínio do Partido Liberal social-liberal. O primeiro-ministro liberal, Herbert Henry Asquith entrou em desacordo não apenas com a oposição do Partido Conservador, mas também com membros de seu próprio partido liderado por David Lloyd George, que discordavam de sua forma de lidar com a guerra. Embora Asquith tenha concordado em formar um governo de coligação, as disputas continuaram e eventualmente Lloyd George liderou uma facção dos liberais para formar um novo governo de coligação com a cooperação dos conservadores. Durante a eleição do "cupom" de 1918, os conservadores e liberais endossados pela Coalizão obtiveram uma maioria esmagadora no Parlamento britânico. No entanto, a divisão entre os Liberais Nacionais de Lloyd George e os Liberais Independentes de Asquith enfraqueceu fatalmente o partido. Por outro lado, o Partido Trabalhista permaneceu unificado apesar das tensões entre líderes pacifistas e pró-guerra, usou a guerra para expandir o movimento sindical britânico, e beneficiou do estabelecimento do sufrágio universal sob a Lei da Representação do Povo de 1918. Como resultado, ambas as facções liberais tiveram um desempenho fraco nas eleições gerais de 1922, enquanto os trabalhistas se tornaram a oposição oficial pela primeira vez. Os liberais colaboraram relutantemente com os trabalhistas para ajudá-los a formar um breve governo minoritário sob Ramsay MacDonald. Os liberais não se reunificariam totalmente até a morte de Asquith em 1928 e, a partir de então, expressaram influência principalmente por meio de acordos de confiança e fornecimento e coalizões no caso de um parlamento suspenso.  

### China
A República da China foi um dos Aliados; durante a guerra, enviaram milhares de trabalhadores para França. Na Conferência de Paz de Paris, em 1919, a delegação chinesa apelou ao fim das instituições imperialistas ocidentais na China, mas foi rejeitada. A China solicitou pelo menos a restauração formal do seu território da Baía de Jiaozhou, sob controle colonial alemão como Território Alugado da Baía de Kiautschou desde 1898. Mas os Aliados ocidentais rejeitaram o pedido da China, concedendo em vez disso a transferência para o Japão de todo o território da Alemanha antes da guerra e dos direitos na China. Posteriormente, a China não assinou o Tratado de Versalhes, assinando em vez disso um tratado de paz separado com a Alemanha em 1921. 
As concessões austro-húngaras e alemãs em Tianjin foram colocadas sob a administração do governo chinês; em 1920 ocuparam também a área russa.
A adesão substancial dos Aliados ocidentais às ambições territoriais do Japão às custas da China levou ao Movimento Quatro de Maio na China, um movimento social e político que teve profunda influência sobre a história chinesa subsequente. O Movimento Quatro de Maio é frequentemente citado como o nascimento do nacionalismo chinês, e tanto o Kuomintang como o Partido Comunista Chinês consideram o Movimento um período importante nas suas próprias histórias. 

### França

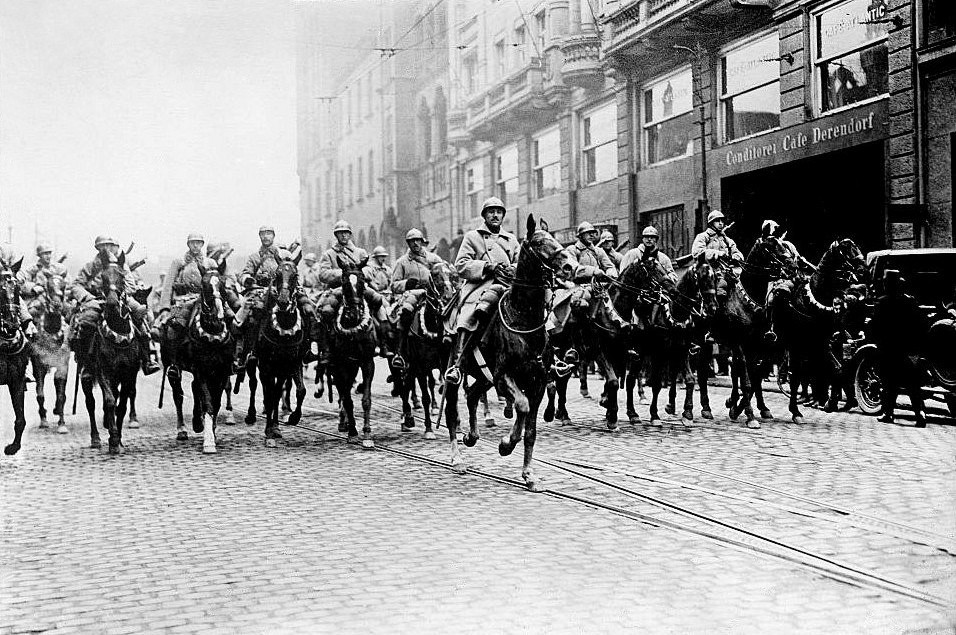
Cavalaria francesa entrando em Essen durante a ocupação do Ruhr

A Alsácia-Lorena retornou à França, região que havia sido cedida ao Reino da Prússia em 1871 após a Guerra Franco-Prussiana. Na Conferência de Paz de 1919, o objetivo do primeiro-ministro Georges Clemenceau era garantir que a Alemanha não procurasse vingança nos anos seguintes. Para este efeito, o comandante-chefe das forças aliadas, marechal Ferdinand Foch, exigiu que, para a futura protecção da França, o rio Reno formasse agora a fronteira entre a França e a Alemanha. Com base na história, ele estava convencido de que a Alemanha se tornaria novamente uma ameaça e, ao ouvir os termos do Tratado de Versalhes que havia deixado a Alemanha substancialmente intacta, observou que "Isto não é paz. É um armistício de vinte anos." 
A destruição trazida ao território francês seria indenizada pelas reparações negociadas em Versalhes. Este imperativo financeiro dominou a política externa da França ao longo da década de 1920, levando à ocupação do Ruhr em 1923, a fim de forçar a Alemanha a pagar. No entanto, a Alemanha não conseguiu pagar e obteve apoio dos Estados Unidos. Assim, o Plano Dawes foi negociado após a ocupação do Ruhr pelo primeiro-ministro Raymond Poincaré, e depois o Plano Young em 1929. 
Também extremamente importante na guerra foi a participação das tropas coloniais francesas (que representaram cerca de 10% do número total de tropas mobilizadas pela França durante a guerra), incluindo os tirailleurs senegaleses e tropas da Indochina, Norte de África e Madagáscar. Quando estes soldados regressaram às suas terras natais e continuaram a ser tratados como cidadãos de segunda classe, muitos tornaram-se núcleos de grupos pró-independência. 
Além disso, sob o estado de guerra declarado durante as hostilidades, a economia francesa foi algo centralizada para poder mudar para uma “economia de guerra”, levando a uma primeira ruptura com o liberalismo clássico.
Finalmente, o apoio dos socialistas ao governo da União Nacional (incluindo a nomeação de Alexandre Millerand como Ministro da Guerra) marcou uma mudança no sentido da viragem da Secção Francesa da Internacional dos Trabalhadores (SFIO) para a social-democracia e a participação em "governos burgueses", embora Léon Blum mantivesse uma retórica socialista. 

#### Mulheres na França
“Mas com a sua máquina estatal sem rosto e o massacre mecanizado incessante, a guerra derrubou estes velhos ideais”  (Roberts 2). Quando a guerra acabou e os homens voltaram para casa, o mundo era um lugar muito diferente do que era antes da guerra. Muitos ideais e crenças foram destruídos com a guerra. Aqueles que regressavam da linha da frente, e mesmo aqueles que estavam na Frente Interna, foram deixados a recolher os pedaços do que restava desses ideais e crenças e a tentar reconstruí-los. Antes da Grande Guerra, muitos pensavam que esta guerra seria rápida, como muitas outras antes. Porém, com novas tecnologias e armas, a guerra esteve num impasse durante grande parte dela, arrastando o que muitos pensavam que seria uma guerra rápida para uma guerra longa e cansativa. Com tantas mortes e destruição causadas à França, não é surpreendente, quando olhamos para trás, que o modo de vida dos cidadãos franceses tenha mudado para sempre.
Muitos cidadãos viram a mudança na cultura e culparam a guerra por ter tirado os óculos cor-de-rosa através dos quais a sociedade via as coisas. Muitos estudiosos e escritores, como Drieu la Rochelle, encontraram muitas maneiras de descrever esta nova visão da realidade, como tirar a roupa  (Roberts 2). Esta comparação entre a nova realidade e o facto de as roupas serem retiradas também está ligada ao facto de os papéis de género terem mudado muito depois da guerra.
Durante a guerra, muitos empregos foram deixados para as mulheres porque muitos homens lutavam na linha de frente. Isto deu às mulheres uma nova sensação de liberdade que nunca tinham sido capazes de experimentar antes. Poucas mulheres queriam voltar a ser como eram antes da guerra, quando esperavam ficar em casa e cuidar da casa. Quando a guerra terminou, muitas das gerações mais velhas e dos homens queriam que as mulheres regressassem aos seus papéis anteriores.
Numa época em que os papéis de género eram tão fortemente definidos e entrelaçados com a cultura de muitos lugares, para os cidadãos franceses verem quantas mulheres foram contra esses papéis após a Primeira Guerra Mundial, ou a Grande Guerra, como era chamada na época, foi horrível. Embora os papéis de gênero tenham mudado lentamente ao longo do tempo desde que a Revolução Industrial deu mais opções de trabalho fora de casa nas fábricas, nunca foi uma mudança tão rápida e drástica como foi depois da Primeira Guerra Mundial. luta, deixando para trás empregos em fábricas que normalmente eram vistos apenas como trabalho masculino. Esses empregos tinham que ser preenchidos e, sem homens para preenchê-los, foram as mulheres que se apresentaram para preencher o vazio. A França sofreu uma grande perda de vidas durante a Primeira Guerra Mundial, deixando muitos empregos incapazes de serem preenchidos mesmo depois da guerra.
Debates e discussões sobre a identidade de género e os papéis de género em relação à sociedade tornaram-se uma das principais formas de discutir a guerra e as posições das pessoas sobre ela  (Roberts 5). A guerra deixou as pessoas lutando para compreender a nova realidade. Houve reações mistas ao novo modo de vida após a Primeira Guerra Mundial e como isso afetou homens e mulheres. Algumas pessoas estavam dispostas a abraçar completamente os novos padrões que surgiram após a guerra, enquanto outras rejeitaram duramente as mudanças, vendo-as como um resumo de todos os horrores que experimentaram durante a guerra. Outros procuraram formas de compromisso entre o novo e o antigo modo de vida, tentaram combinar os ideais e crenças de antes e depois da guerra para encontrar um meio-termo saudável.
As discussões relativas às mulheres durante os debates do pós-guerra muitas vezes dividem a visão das mulheres em três categorias - a “mulher moderna”, a “mãe” e a “mulher solteira”  (Roberts 9). Estas categorias fragmentaram a visão das mulheres pelos papéis que desempenhavam, pelos empregos que desempenhavam, pela forma como agiam ou pelas crenças que poderiam ter. Estas categorias também passaram a abranger as opiniões sobre os papéis de género em relação ao antes e depois da guerra. A categoria “mãe” remete ao papel da mulher antes da Grande Guerra, a mulher que ficava em casa e cuidava da casa enquanto o marido estava fora do trabalho. A “mulher moderna” refere-se ao número de mulheres que, depois da guerra, trabalhavam em empregos destinados aos homens, participavam em prazeres sexuais e, muitas vezes, faziam as coisas a um ritmo acelerado. A “mulher solteira” era o meio termo entre as outras duas, muito diferentes uma da outra. A “mulher solteira” passou a representar as mulheres que nunca poderiam se casar porque não havia homens suficientes para todas as mulheres se casarem  (Roberts 10).
Uma coisa que gerou muito debate em relação à mulher do pós-guerra é a moda. Durante a guerra, coisas como tecidos foram racionadas, e as pessoas foram incentivadas a não usar tanto tecido, para que houvesse o suficiente para os militares. Em resposta a essas rações, as mulheres usavam vestidos e saias mais curtas, geralmente na altura dos joelhos, ou calças. Esta mudança no vestuário foi algo que muitas mulheres continuaram a usar mesmo após o fim da guerra. Foi uma mudança drástica nas normas de vestuário para mulheres antes da guerra. Essa mudança fez com que algumas “mulheres modernas” fossem descritas de forma dura, como se usassem vestidos e saias tão curtas que mostrassem que aquelas mulheres eram promíscuas.
Aqueles que regressavam da guerra, dos combates, estavam muito traumatizados e queriam voltar para uma casa que não estava muito mudada para terem uma sensação de normalidade. Quando estes homens regressaram a uma casa que tinha mudado muito, não sabiam o que fazer com ela. Longe vão os tempos de papéis de género muito definidos aos quais a maior parte da sociedade se conformava. Muitas vezes era difícil para estes homens traumatizados aceitar estas novas mudanças, especialmente as mudanças na forma como as mulheres se comportavam.

#### Itália

Moradores de Fiume torcendo por D'Annunzio e seus Legionários, setembro de 1919. Na época, Fiume contava com 22.488 (62% da população) italianos numa população total de 35.839 habitantes

Em 1882, a Itália juntou-se ao Império Alemão e ao Império Austro-Húngaro para formar a Tríplice Aliança. No entanto, mesmo que as relações com Berlim se tornassem muito amigáveis, a aliança com Viena permaneceu puramente formal, pois os italianos estavam ansiosos por adquirir Trentino e Trieste, partes do império austro-húngaro povoadas por italianos.
Durante a Primeira Guerra Mundial, a Itália alinhou-se com os Aliados, em vez de se juntar à Alemanha e à Áustria. Isso poderia acontecer uma vez que a aliança tinha formalmente prerrogativas meramente defensivas, enquanto os Impérios Centrais eram quem iniciava a ofensiva. Com o Tratado de Londres, a Grã-Bretanha ofereceu secretamente à Itália o Trentino e o Tirol até Brenner, Trieste e Ístria, toda a costa da Dalmácia exceto Fiume, a propriedade total da Valona albanesa e um protetorado sobre a Albânia, Antalya na Turquia e uma parte da Turquia e do Império colonial alemão, em troca da Itália se aliar aos Impérios Centrais.

Após a vitória, Vittorio Orlando, presidente do Conselho de Ministros da Itália, e Sidney Sonnino, seu ministro das Relações Exteriores, foram enviados como representantes italianos a Paris com o objetivo de conquistar os territórios prometidos e o máximo possível de outras terras. Em particular, havia uma opinião especialmente forte sobre o estatuto de Fiume, que eles acreditavam ser justamente italiano devido à população italiana, de acordo com os Quatorze Pontos de Wilson, o nono dos quais dizia:
“Um reajuste das fronteiras da Itália deveria ser efetuado segundo linhas de nacionalidade claramente reconhecíveis ”.
No entanto, no final da guerra os Aliados perceberam que tinham feito acordos contraditórios com outras Nações, especialmente no que diz respeito à Europa Central e ao Médio Oriente. Nas reuniões dos "Quatro Grandes", em que os poderes diplomáticos de Orlando foram inibidos pela sua falta de inglês, as Grandes Potências apenas se dispuseram a oferecer o Trentino ao Brenner, o porto dálmata de Zara, a ilha de Lagosta e um casal de pequenas colônias alemãs. Todos os outros territórios foram prometidos a outras nações e as grandes potências estavam preocupadas com as ambições imperiais da Itália; Wilson, em particular, foi um defensor ferrenho dos direitos iugoslavos na Dalmácia contra a Itália e apesar do Tratado de Londres que ele não reconheceu.  Como resultado disso, Orlando deixou a conferência furioso. Isto simplesmente favoreceu a Grã-Bretanha e a França, que dividiram entre si os antigos territórios otomanos e alemães em África. 
Na Itália, o descontentamento foi relevante: Os irredentistas (ver: Irredentismo italiano) reivindicaram Fiume e Dalmácia como terras italianas; muitos sentiram que o país tinha participado numa guerra sem sentido, sem obter quaisquer benefícios sérios. Esta ideia de uma "vitória mutilada" (vittoria mutilata) foi a razão que deu origem à Impresa di Fiume ("Exploração de Fiume"). Em 12 de setembro de 1919, o poeta nacionalista Gabriele d'Annunzio liderou cerca de 2.600 soldados do Exército Real Italiano (os Granatieri di Sardegna), nacionalistas e irredentistas, na tomada da cidade, forçando a retirada das forças (americanos, britânicos e franceses) aliadas de ocupação. 
A "vitória mutilada" (vittoria mutilata) tornou-se uma parte importante da propaganda fascista italiana. 

### Japão
Por causa do tratado que o Japão assinou com a Grã-Bretanha em 1902, o Japão foi um dos Aliados durante a guerra. Com a ajuda britânica, as forças japonesas atacaram os territórios alemães em Shandong, China, incluindo a base de carvão do Leste Asiático da Marinha Imperial Alemã. As forças alemãs foram derrotadas e se renderam ao Japão em novembro de 1914. A marinha japonesa também conseguiu apreender várias possessões insulares da Alemanha no Pacífico ocidental: as Carolinas, as Ilhas Marianas e as Ilhas Marshall. 
Na Conferência de Paz de Paris em 1919, o Japão recebeu todos os direitos pré-guerra da Alemanha na província de Shandong, na China (apesar da China também ter sido um dos Aliados durante a guerra): posse total do território da Baía de Jiaozhou e direitos comerciais favoráveis. em todo o resto da província, bem como o Mandato dos Mares do Sul sobre as possessões insulares alemãs do Pacífico que a Marinha Imperial Japonesa havia tomado. Além disso, foi concedido ao Japão um assento permanente no Conselho da Liga das Nações. No entanto, as potências ocidentais recusaram o pedido do Japão para a inclusão de uma cláusula de “igualdade racial” como parte do Tratado de Versalhes. Shandong voltou ao controle chinês em 1922 após mediação dos Estados Unidos durante a Conferência Naval de Washington. Weihai veio em seguida em 1930. 

### Estados Unidos
Embora desiludidos com a guerra, não tendo alcançado os elevados ideais prometidos pelo Presidente Woodrow Wilson, os interesses comerciais americanos financiaram os esforços de reconstrução e reparação da Europa na Alemanha, pelo menos até ao início da Grande Depressão. A opinião americana sobre a propriedade de fornecer ajuda a alemães e austríacos estava dividida, como evidenciado por uma troca de correspondência entre Edgar Gott, executivo da The Boeing Company e Charles Osner, presidente do Comitê para o Alívio de Mulheres e Crianças Desamparadas na Alemanha e Áustria. Gott argumentou que o alívio deveria ir primeiro para os cidadãos dos países que sofreram nas mãos das Potências Centrais, enquanto Osner fez um apelo para uma aplicação mais universal dos ideais humanitários.  A influência econômica americana permitiu que a Grande Depressão iniciasse um efeito dominó, atraindo também a Europa.

## Mudanças territoriais

Mapa com as fronteiras do pós-guerra em vermelho sobre o mapa da Europa antes da guerra.
- Nota: este mapa não mostra o Estado Livre Irlandês.

### Países que ganharam ou recuperaram território ou independência após a Primeira Guerra Mundial
- Armênia: independência do Império Russo
- Austrália: ganhou o controle da Nova Guiné Alemã, do Arquipélago de Bismarck e Nauru
- Áustria: ganhou territórios (Őrvidék) da Hungria
- República Democrática do Azerbaijão: independência do Império Russo
- Bélgica: ganhou o controle de Eupen-Malmedy e dos territórios africanos de Ruanda-Urundi do Império Alemão
- República Popular Bielorrussa: ganhou o controle de várias cidades do Império Russo
- Tchecoslováquia: ganhou territórios do Império Austríaco (Boêmia, Morávia e parte da Silésia) e da Hungria (principalmente Alta Hungria e Rutênia dos Cárpatos)
- Cidade Livre de Danzigue: cidade livre semiautônoma com independência do Império Alemão
- Dinamarca: ganhou Nordschleswig após os Plebiscitos de Schleswig de 1920 do Império Alemão
- Estônia: independência do Império Russo
- Finlândia: independência do Império Russo
- França: ganhou a Alsácia-Lorena, bem como várias colônias africanas do Império Alemão e territórios do Oriente Médio do Império Otomano. As conquistas na África e no Médio Oriente foram oficialmente Mandatos da Liga das Nações.
- República Democrática da Geórgia: independência do Império Russo
- Reino da Grécia: ganhou a Trácia Ocidental da Bulgária
- Irlanda: Estado Livre Irlandês (aproximadamente cinco sextos da ilha) conquistou a independência do Reino Unido (mas ainda fez parte do Império Britânico como um Domínio)
- Reino da Itália: ganhou o Tirol do Sul, Trieste, Ístria, e Zadar do Império Austro-Húngaro
- Império do Japão: ganhou a Baía de Jiaozhou e a maior parte da Península de Xantum da China e os Mandato do Pacífico Sul (ambos controlados pelo Império Alemão antes da guerra)
- Letônia: independência do Império Russo
- Lituânia: independência do Império Russo
- Nova Zelândia: ganhou o controle da Samoa Alemã
- Segunda República Polonesa: recriou e ganhou partes do Império Austríaco, Império Alemão, Império Russo e Hungria (pequenas partes do norte dos antigos condados de Árva e Szepes)
- Portugal: ganhou o controle do porto de Quionga
- Reino da Romênia: ganhou a Transilvânia, partes do Banato, Crișana e Maramureș do Reino da Hungria, Bucovina do Império Austríaco, recuperou Dobruja da Bulgária e Bessarábia do Império Russo
- União Sul-Africana: ganhou o controle do Sudoeste Africano
- Turquia: ganhou o controle de parte das Terras Altas Armênias do Império Russo no Tratado de Carse, enquanto perdia território em geral
- República Popular da Ucrânia: conquistou a independência do Império Russo e foi reconhecido pela Rússia Soviética no Tratado de Brest-Litovski
- Reino Unido: ganhou mandatos da Liga das Nações na África e no Oriente Médio
- Reino dos Sérvios, Croatas e Eslovenos (Iugoslávia): criado a partir do Reino da Sérvia, Bósnia e Herzegovina, Reino da Croácia-Eslavônia e ganhou partes do Império Austríaco (parte do Ducado da Carníola, Litoral Austríaco, Reino da Dalmácia) e da Hungria (Muraköz, Muravidék, partes de Baranya, Bácska e Banato)

### Nações que perderam território ou independência após a Primeira Guerra Mundial
- Áustria: como o estado sucessor da Cisleitânia no Império Austro-Húngaro
- Reino da Bulgária: perdeu a Trácia Ocidental para a Grécia, também perdeu uma parte da Macedônia de Pirin e das Terras Distantes Ocidentais para a Sérvia (Iugoslávia)
- China: perdeu temporariamente a Baía de Jiaozhou e a maior parte de Shandong para o Império do Japão
- Alemanha: como o estado sucessor do Império Alemão
- Reino da Hungria: como o estado sucessor da Transleitânia no Império Austro-Húngaro
- Reino de Montenegro: declarou união com a Sérvia e posteriormente foi incorporada ao Reino dos Sérvios, Croatas e Eslovenos
- República Socialista Federativa Soviética da Rússia: como estado sucessor do Império Russo
- Turquia: como o estado sucessor do Império Otomano (embora tenha ganho simultaneamente algum território do Império Russo no Tratado de Carse e reverteu algumas perdas territoriais na Anatólia com a Guerra da Independência Turca)
- Reino Unido: perdeu a maior parte da Ilha da Irlanda como Estado Livre Irlandês, Egito em 1922 e Afeganistão em 1919

## Trauma social

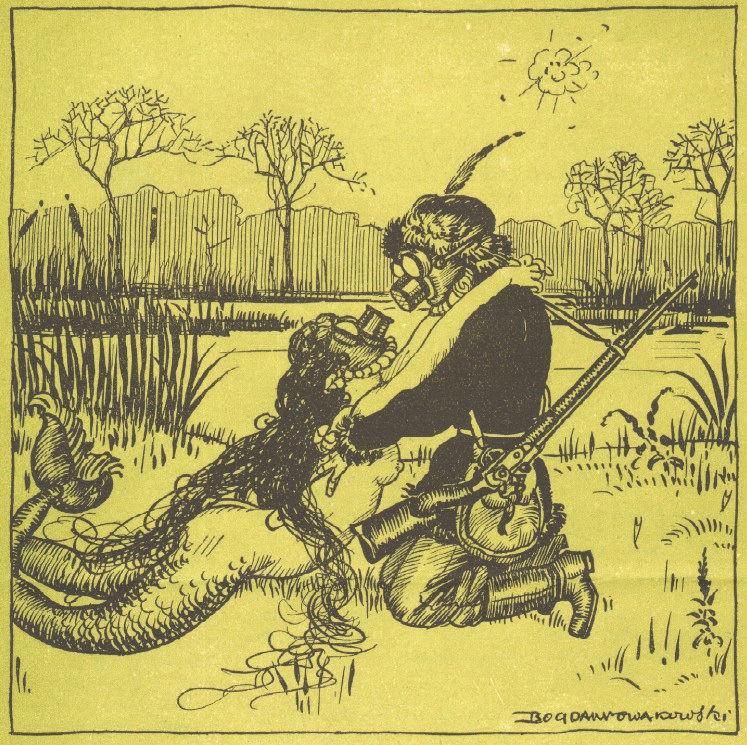
A caricatura de Bogdan Nowakowski intitulada Primavera de 1917 em Świteź, sendo um comentário sobre o uso comum de máscaras de gás durante a Primeira Guerra Mundial. Também faz referência a uma das baladas românticas de Adam Mickiewicz chamada Świteź

As experiências da guerra no Ocidente são geralmente consideradas como tendo levado posteriormente a uma espécie de trauma nacional coletivo para todos os países participantes. O optimismo de 1900 desapareceu completamente e aqueles que lutaram tornaram-se o que é conhecido como “a Geração Perdida” porque nunca recuperaram totalmente do seu sofrimento. Nos anos seguintes, grande parte da Europa lamentou privada e publicamente; Memoriais foram erguidos em milhares de vilas e cidades. 
Tantos homens britânicos em idade de casar morreram ou ficaram feridos que as alunas de uma escola para meninas foram avisadas de que apenas 10% se casariam. :20,245 O censo do Reino Unido de 1921 encontrou 19.803.022 mulheres e 18.082.220 homens na Inglaterra e no País de Gales, uma diferença de 1,72 milhões que os jornais chamaram de "Excedente de Dois Milhões". :22–23 No censo de 1921, havia 1.209 mulheres solteiras com idades entre 25 e 29 anos para cada 1.000 homens. Em 1931, 50% ainda eram solteiros e 35% deles não se casaram enquanto ainda podiam ter filhos. 
Já em 1923, Stanley Baldwin reconheceu uma nova realidade estratégica que a Grã-Bretanha enfrentava num discurso de desarmamento. O gás venenoso e o bombardeio aéreo de civis foram novos desenvolvimentos da Primeira Guerra Mundial. A população civil britânica, durante muitos séculos, não teve nenhuma razão séria para temer uma invasão. Assim, a nova ameaça de gás venenoso lançado por aviões bombardeiros inimigos despertou uma visão grosseiramente exagerada das mortes de civis que ocorreriam no início de qualquer guerra futura. Baldwin expressou isso em sua declaração de que “O bombardeiro sempre conseguirá passar”. A tradicional política britânica de equilíbrio de poder na Europa já não salvaguardava a população britânica. 
Um lembrete horrível dos sacrifícios da geração foi o facto de esta ter sido uma das primeiras vezes em conflitos internacionais em que mais homens morreram em batalha do que de doenças, que foi a principal causa de mortes na maioria das guerras anteriores.
Este trauma social manifestou-se de muitas maneiras diferentes. Algumas pessoas revoltaram-se com o nacionalismo e com o que acreditavam que este tinha causado, por isso começaram a trabalhar em prol de um mundo mais internacionalista através de organizações como a Liga das Nações. O pacifismo tornou-se cada vez mais popular. Outros tiveram a reacção oposta, sentindo que só se poderia confiar na força militar para protecção num mundo caótico e desumano que não respeitava noções hipotéticas de civilização. Certamente um sentimento de desilusão e cinismo tornou-se pronunciado. O niilismo cresceu em popularidade. Muitas pessoas acreditavam que a guerra anunciava o fim do mundo tal como o conheciam, incluindo o colapso do capitalismo e do imperialismo. Os movimentos comunistas e socialistas em todo o mundo retiraram força desta teoria, desfrutando de um nível de popularidade que nunca tinham conhecido antes. Estes sentimentos foram mais pronunciados em áreas direta ou particularmente afetadas pela guerra, como a Europa Central, a Rússia e a França. 
Artistas como Otto Dix, George Grosz, Ernst Barlach e Käthe Kollwitz representaram suas experiências, ou as de sua sociedade, em pinturas e esculturas contundentes. Da mesma forma, autores como Erich Maria Remarque escreveram romances sombrios detalhando suas experiências. Essas obras tiveram forte impacto na sociedade, causando muita polêmica e destacando interpretações conflitantes sobre a guerra. Na Alemanha, os nacionalistas alemães, incluindo os nazistas, acreditavam que grande parte deste trabalho era degenerado e minava a coesão da sociedade, bem como desonrava os mortos. 

## Consequências econômicas
A guerra deixou os países aliados sobrecarregados com dívidas para com os Estados Unidos, e a destroçada economia alemã não foi capaz de pagar reparações, exceto quando emprestada por bancos americanos. Muitos desejavam restaurar o padrão-ouro apesar de opiniões que prejudicariam as suas economias. 
Depois da guerra, os governos não regressaram às políticas da Primeira globalização, erguendo em vez disso controles de capital e barreiras comerciais, e novas fronteiras não ajudaram. Introduzido como uma medida de guerra temporária, o controlo de passaportes dificultou a migração económica e impediu a equalização dos custos laborais nos países pobres e desenvolvidos, com estes últimos a declararem que desejam abolir quaisquer restrições, mas na verdade não querem que os seus trabalhadores concorram com os emigrantes. 
O fim da primeira guerra total e global deparou-se com a indústria mundial com um enorme excesso de capacidade de produção militar e relacionada com a guerra (bem como com excedentes militares), tais como motores de aviação, e estimulou a investigação sobre como adaptá-la à vida pacífica. Por exemplo, as lacas de nitrocelulose foram comercializadas depois que se inventou como diminuir a velocidade da substância anteriormente produzida para a pólvora. Muitas empresas especializadas nas indústrias afetadas fecharam as portas. Algumas indústrias, como a construção naval, foram inicialmente inundadas com encomendas de reconstrução, por exemplo para substituir navios perdidos, mas vacilaram assim que a procura regressou aos níveis normais. 

## Restos de munição

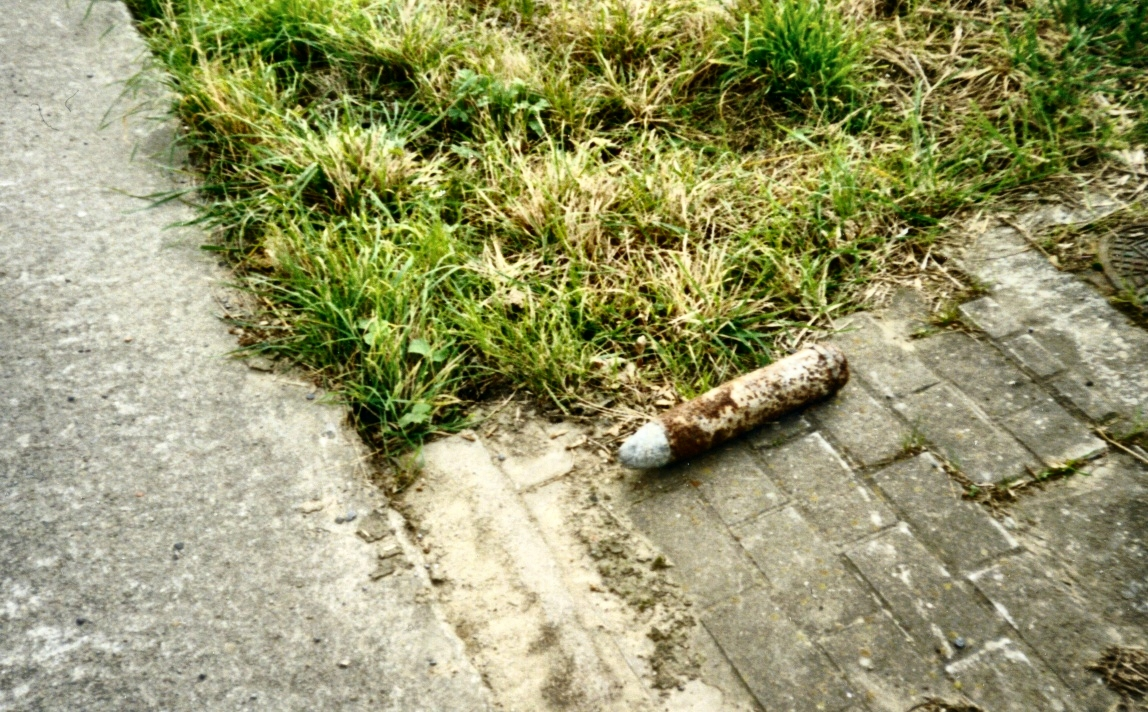
Artilharia da Primeira Guerra Mundial da colheita de ferro deixada ao lado de um campo para descarte pelo exército em 2004, perto de Ypres, na Bélgica

Em todas as áreas onde estavam localizadas trincheiras e linhas de combate, como a região de Champagne, na França, permaneceram quantidades de engenhos não detonados, alguns dos quais permanecem perigosos, continuando a causar feridos e mortes ocasionais no século XXI. Alguns são encontrados por agricultores arando os seus campos e têm sido chamados de colheita de ferro. Algumas dessas munições contêm produtos químicos tóxicos, como gás mostarda. A limpeza dos principais campos de batalha é uma tarefa contínua, sem fim à vista nas próximas décadas. Esquadrões removem, desarmam ou destroem centenas de toneladas de munições não detonadas de ambas as Guerras Mundiais todos os anos na Bélgica, França e Alemanha. 

## Memoriais

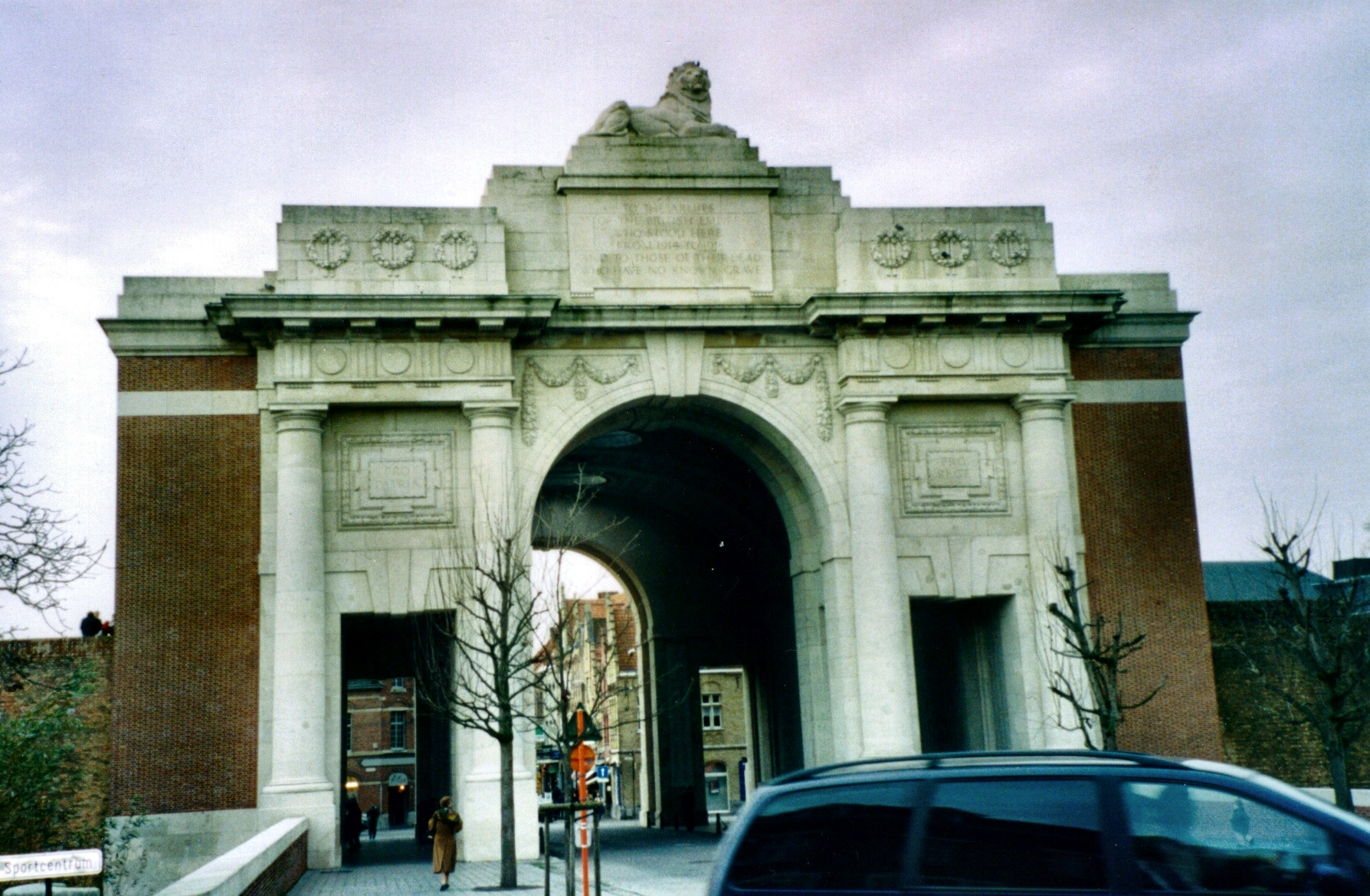
O Menin Gate Memorial, em Ypres, Bélgica

### Memoriais de guerra

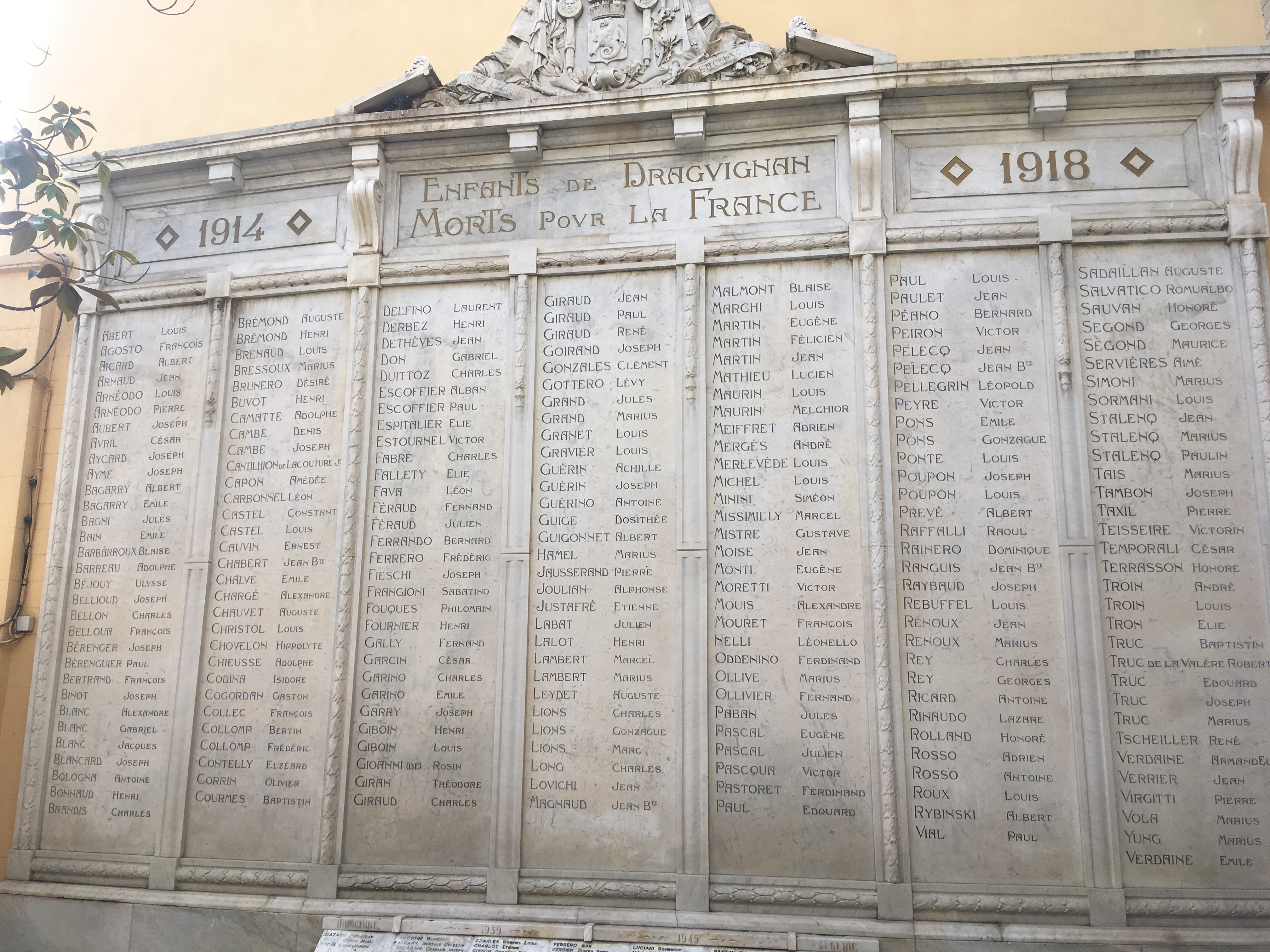
Memorial da Primeira Guerra Mundial em Draguignan, França

Muitas cidades dos países participantes têm memoriais de guerra dedicados aos residentes locais que morreram. Exemplos incluem:
- Memorial de Guerra Australiano, Camberra, Austrália
- Memorial da Liberdade, Kansas City, Missouri, Estados Unidos
- Memorial da Batalha da Jutlândia, Thyborøn, Jutlândia, Dinamarca
- Memorial de Guerra do Distrito de Columbia, Washington, D.C, Estados Unidos
- Memorial Beaumont-Hamel da Terra Nova
- O Cenotáfio, Londres, Reino Unido
- Memorial Menin Gate, Ypres, Bélgica
- Memorial de Thiepval
- Memorial Tyne Cot aos Desaparecidos em Passchendaele, Bélgica
- Museu Memorial de Verdun
- Memorial de Vimy Ridge, Vimy, França
- Memorial de Galípoli, Turquia
- Santuário da Memória, Melbourne, Austrália
- Jardins do Memorial da Guerra Nacional Irlandesa, Dublin, Irlanda
- Parque da Paz da Ilha da Irlanda, Messines, Bélgica
- Memorial Nacional da Guerra, Ottawa, Ontário, Canadá
- Memorial Nacional de Guerra, São João da Terra Nova, Canadá
- Kriegerdenkmal auf dem Neroberg, [77] Wiesbaden, Hessen, Alemanha
- Sacrario militare di Redipuglia, Fogliano Redipuglia, Itália

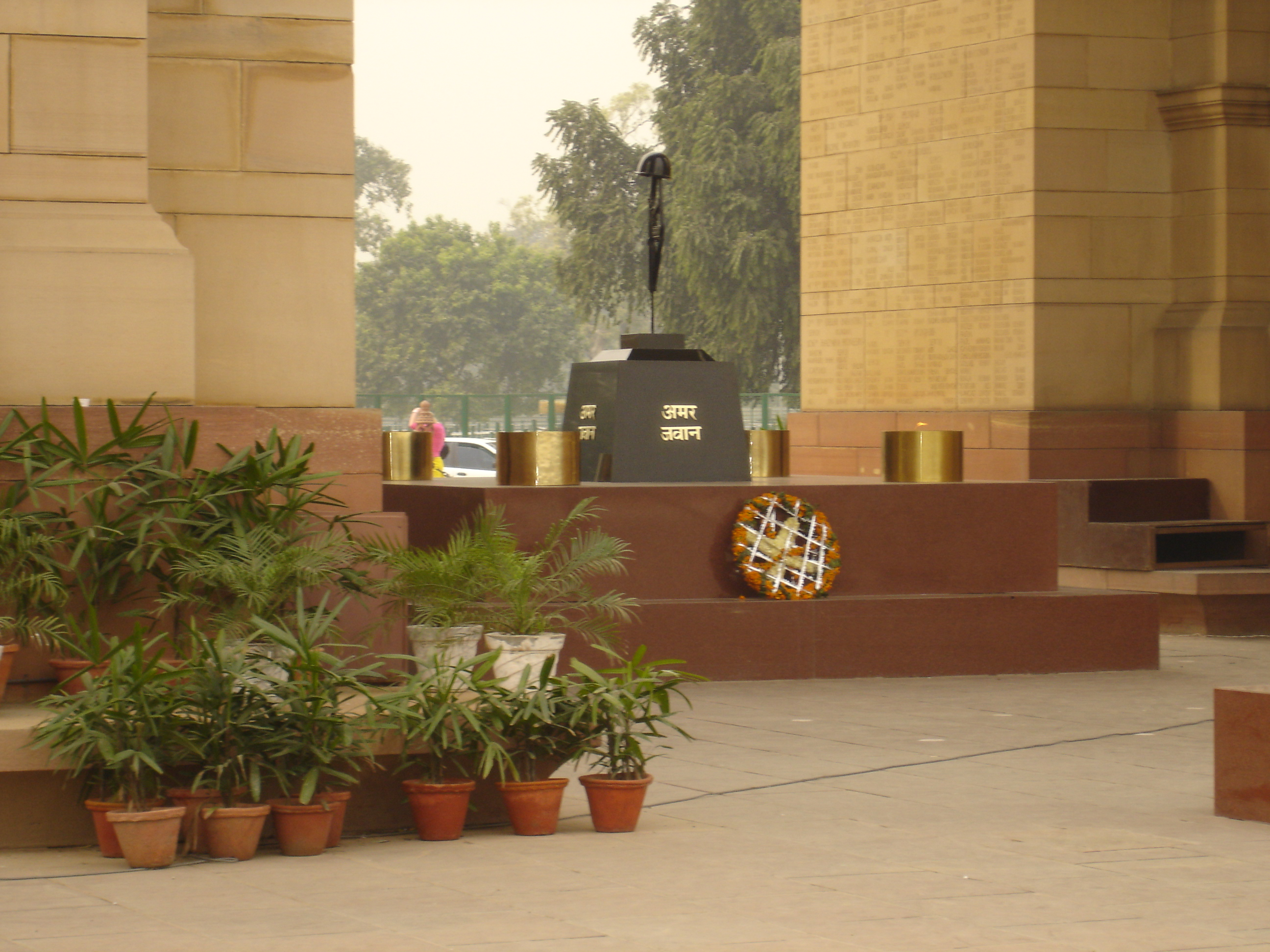
O Amar Jawan Jyoti (a chama do guerreiro imortal) em Delhi, Índia

- Mausoléu de Mărășești, Romênia

### Tumbas de soldados desconhecidos
- Monumento ao Herói Desconhecido, Belgrado, Sérvia
- Amar Jawan Jyoti, Nova Deli, Índia
- Tumba do Soldado Desconhecido, Ottawa, Ontário, Canadá
- Arco do Triunfo, Paris, França
- A Tumba do Guerreiro Desconhecido na Abadia de Westminster, Londres, Reino Unido
- Tumba dos Desconhecidos, Cemitério Nacional de Arlington, Virgínia, Estados Unidos
- Tomba del milite ignoto, Roma, Itália
- Memorial de Guerra Australiano, Camberra, Austrália
- Tumba do Guerreiro Desconhecido da Nova Zelândia, Wellington, Nova Zelândia
- Tumba do Soldado Desconhecido, Praça Syntagma, Atenas, Grécia
- Tumba do Soldado Desconhecido, Bucareste, Romênia
- Tumba do Soldado Desconhecido no Mosteiro da Batalha, Batalha, Portugal
- Tumba do Soldado Desconhecido, Varsóvia, Polônia